# Hybridoneura truncata
Hybridoneura truncata là một loài bướm đêm trong họ Geometridae.